# Lossatal
Lossatal est une commune de Saxe (Allemagne), située dans l'arrondissement de Leipzig, créée le 1er janvier 2012 par la fusion des communes de Hohburg et de Falkenhain.

## Quartiers
| - Dornreichenbach - Falkenhain - Frauwalde - Großzschepa - Heyda - Hohburg - Kleinzschepa - Körlitz - Kühnitzsch | - Lüptitz - Mark Schönstädt - Meltewitz - Müglenz - Thammenhain - Voigtshain - Watzschwitz - Zschorna |

## Personnalités liées à la ville
- Holger Pohland (1963-), athlète né à Falkenhain.